# Wildenwart
Wildenwart ist ein Gemeindeteil der Gemeinde Frasdorf im Landkreis Rosenheim (Oberbayern, Bayern). Bis 1978 war der Ort Sitz einer selbstständigen Gemeinde.

## Geschichte
Schloss Wildenwart entstand im 12. Jahrhundert und wird 1244 erstmals urkundlich erwähnt. Es wechselte mehrfach den Besitzer, so von 1540 bis 1608 die Herren von Freyberg zu Hohenaschau und bis 1771 die Tiroler Freiherren Schurff. Wildenwart war Sitz der bis 1806 mit der Hochgerichtsbarkeit ausgestatteten Herrschaft Wildenwart. 1771 kam die Herrschaft in den Besitz der Familie Preysing. 1813 wurden die Herrschaften Wildenwart und Hohenaschau in ein königlich-bayerisches, gräflich-preysingisches Herrschaftsgericht mit Sitz in Prien umgewandelt. 

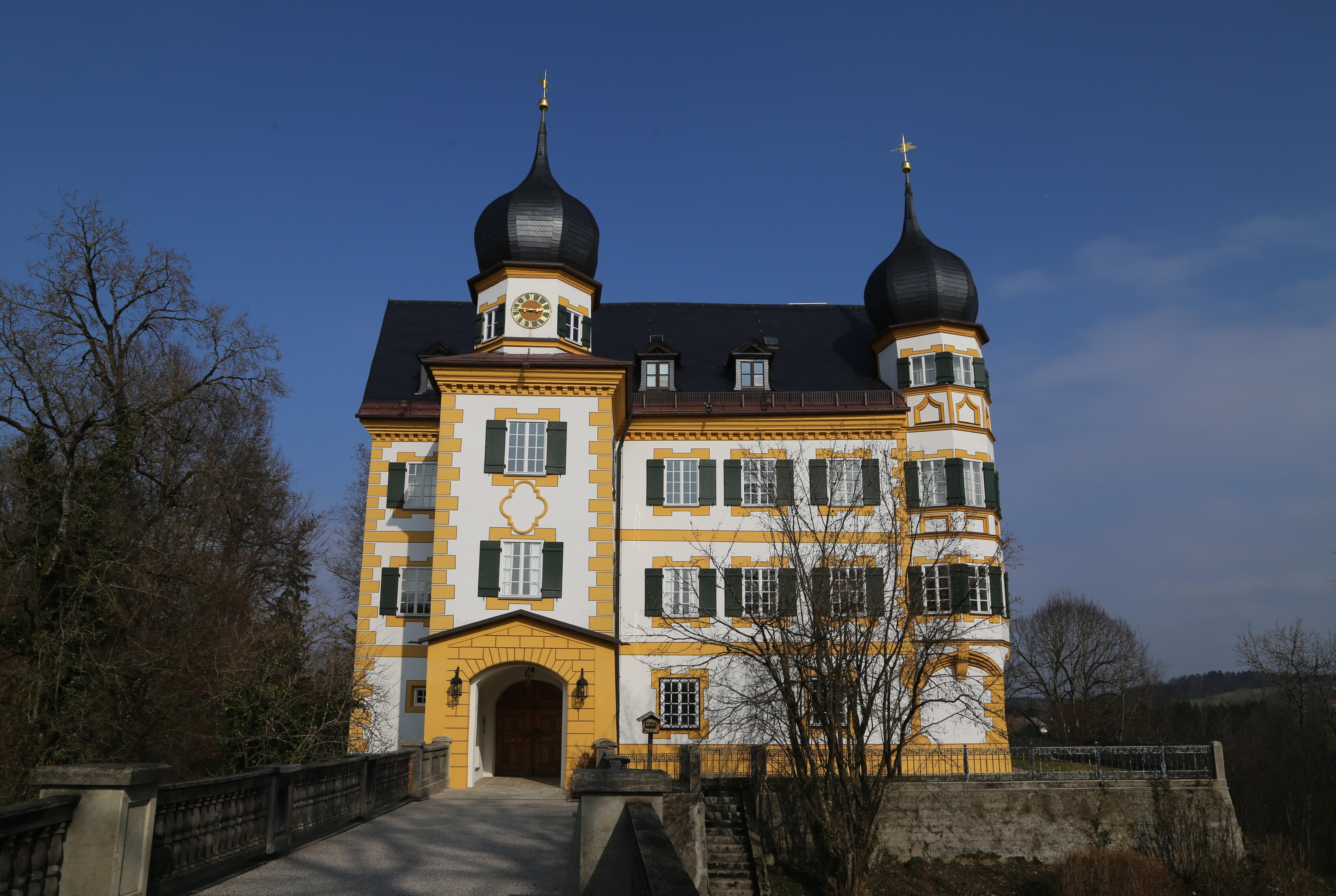
Schloss Wildenwart

1818 entstand mit dem bayerischen Gemeindeedikt die politische Gemeinde Wildenwart. Sie umfasste neben Wildenwart folgende Orte:
- Aich
- Arbing, seit 1. Mai 1978 bei Prien am Chiemsee
- Atzing, seit 1. Mai 1978 bei Prien am Chiemsee
- Bachham, seit 1. Mai 1978 bei Prien am Chiemsee
- Brandenberg
- Duft, seit 1. Mai 1978 bei Prien am Chiemsee
- Elperting, seit 1. Mai 1978 bei Prien am Chiemsee
- Gaishacken, seit 1. Mai 1978 bei Prien am Chiemsee
- Greimelberg
- Hadergasse
- Hendenham
- Hierankl
- Kaltenbach, seit 1. Mai 1978 bei Prien am Chiemsee
- Kropfetsöd
- Mitterreit
- Mitterweg, seit 1. Mai 1978 bei Prien am Chiemsee
- Mönibuch
- Mühltal, seit 1. Mai 1978 bei Prien am Chiemsee
- Munzing, seit 1. Mai 1978 bei Prien am Chiemsee
- Mupferting, seit 1. Mai 1978 bei Prien am Chiemsee
- Niesberg
- Oberreit
- Oed
- Pfifferloh
- Prutdorf, seit 1. Mai 1978 bei Prien am Chiemsee
- Rain
- Reit
- Röselsberg
- Sankt Florian (Klausen)
- Siegharting, seit 1. Mai 1978 bei Prien am Chiemsee
- Siggenham, seit 1. Mai 1978 bei Prien am Chiemsee
- Stetten, seit 1. Mai 1978 bei Prien am Chiemsee
- Stupfa

Die ebenfalls 1818 erfolgte Aufhebung der Belehnung der Preysing wurde gerichtlich angefochten, so dass das Herrschaftsgericht bis zur Revolution 1848 Bestand hatte. Schloss Wildenwart wurde im Jahr 1862 von Erzherzog Franz V. von Modena-Este und seiner Frau Adelgunde von Bayern erworben. Es kam auf dem Erbweg schließlich in den Besitz der bayerischen Königsfamilie. Nach der Novemberrevolution 1918 traf sich die bayerische Königsfamilie, darunter auch Ludwig III., auf Schloss Wildenwart, das zur neuen Heimat für die Familie der Wittelsbacher werden sollte. 

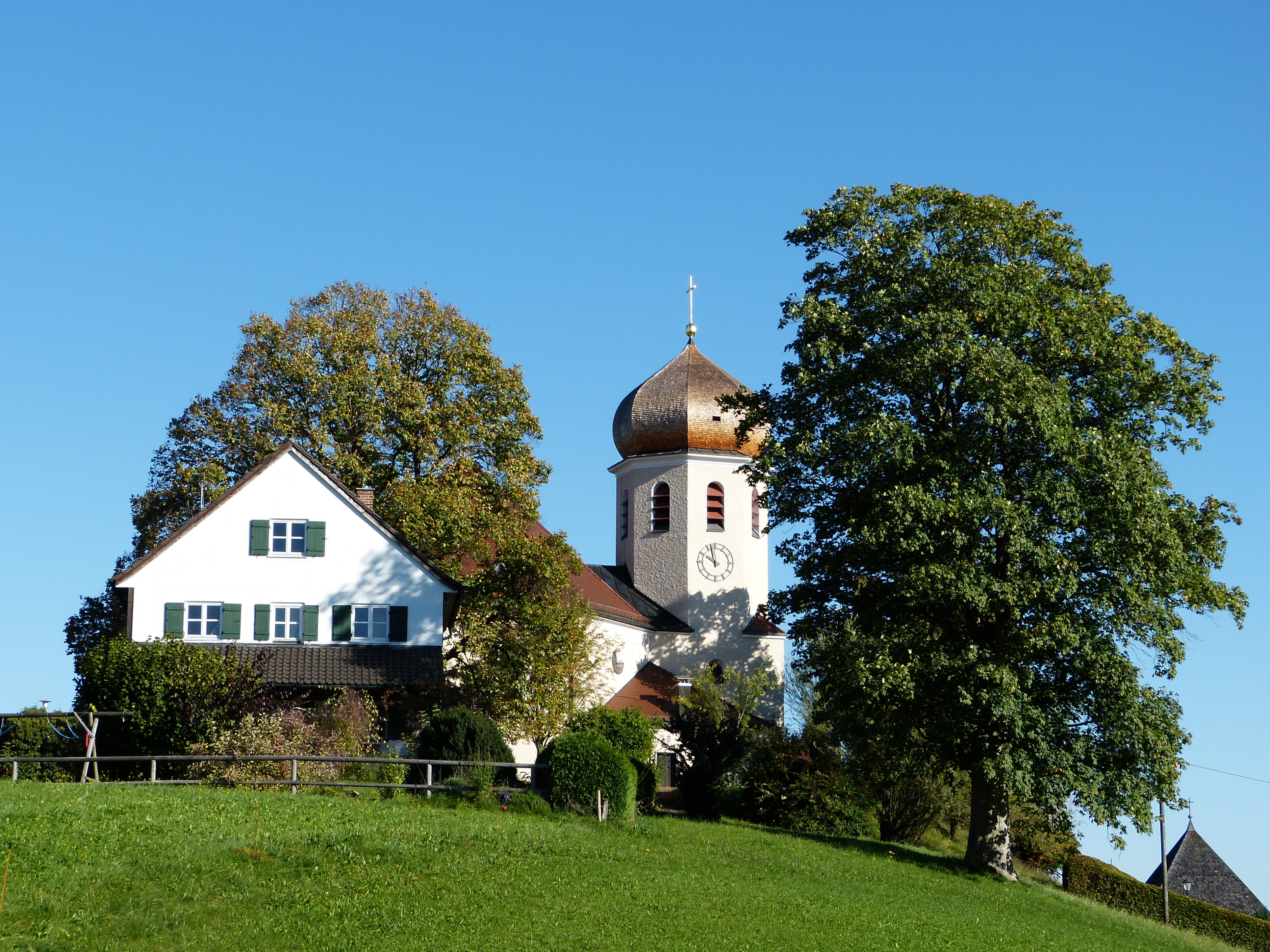
Christkönigskirche Ensemble

Die Kuratiekirche Christkönig wurde in den Jahren 1933/34 nach Entwürfen des Architekten und Kirchenbaumeisters Georg Berlinger auf einer kleinen Anhöhe außerhalb des Ortes errichtet. Das Bauvorhaben wurde als Anliegen der ganzen Gemeinde betrachtet, den Kirchengrund stifteten die Wittelsbacher nach einem Grundstückstausch mit der Schmiedfamilie in Wildenwart. Viele Anlieger leisteten Hand- und Spanndienste oder lieferten das notwendige Bauholz. 
Bei der Gebietsreform 1978 wurde die bisherige Gemeinde Wildenwart in der Mitte geteilt; der südliche Teil mit Wildenwart fiel an Frasdorf, der Nordteil ging an Prien.

## Wappen
Das Wappen ist geprägt von der Beziehung zu den Inhabern von Schloss und Herrschaft Wildenwart. Im späten Mittelalter war dort das Ortsadelsgeschlecht der Wildenwarter ansässig. Von den späteren Besitzern verdienen besonders die Herren von Schurff Erwähnung. Deren beider Wappen (Wildenwarter: Blaue Spitze in Gold; Schurff: „Schurfeisen“ = Stahl zum Feuerschlagen) sind daher gut zum historisch begründeten Symbol für die Gemeinde geeignet.

## Sehenswürdigkeiten
- Christkönigskirche
- Schloss Wildenwart